# Eufonius (アルバム)
『eufonius』（ユーフォニアス）は、日本の音楽ユニット、eufoniusのデビューアルバム。本項では、後発アルバムで収録曲が類似する『eufonius+』についても記述する。

## 概要
『eufonius』は2003年10月11日に発売された自主制作アルバムである。音系同人即売会「M3」にて発売されたが、収録曲が後述の『eufonius+』に移行したことから、現在は廃盤になっている。
『eufonius+』は2005年4月27日に発売された。こちらも自主制作で、『eufonius』の収録曲6曲に加え、新曲6曲が収録されている。とらのあな・メロンブックス・ヤマギワソフト・あきばお〜・amazonの5店で限定販売され、長らく入手困難であったが、2008年4月に再発が行われた。

## 収録曲
1は作詞・作曲：菊地創、2・5は作詞・作曲：riya、9は作詞・作曲：あべかずひろ、その他は作詞：riya、作曲：菊地創、編曲は全曲とも菊地創。
5・7〜11は『eufonius+』にのみ収録。
1. ボクノタカラモノ
eufoniusの曲でも数少ない菊地の作詞曲。出だしはボーカルと伴奏が異なるリズムになっている。
2. 空の影
メンバーの2人が出会うきっかけになった曲。出会いの経緯はriyaの項を参照。
3. マルメロ
「空の影」での出会いを受けて正式に活動を開始するきっかけになった曲。eufoniusの特徴である「転調の多用」は既にこの曲から現れている。
4. リトルマーチ
5. journey song（eufonius ver.）
riyaがeufonius結成前に活動していた同人グループ「refio」時代のセルフカバー。
6. 光の果実
ドラム・ベースが前面に押し出されている曲。現在ではあまり見られないアレンジ。
7. ぐるぐる
デビューシングルの表題曲。歌詞を一部書き換え、テンポを上げたバージョンが「ぐるぐる〜Himawari version〜」としてリリースされている。
8. ホシワタリ
「ぐるぐる」のカップリング曲。宮沢賢治の小説『銀河鉄道の夜』がテーマで、ジョバンニがモデルとなっている。
9. つなぐ空
カバー曲。オリジナルは、riyaとeufonius結成前より交流のあったユニット『空色絵本』。
10. アルタルフ
「ホシワタリ」と同様『銀河鉄道の夜』がテーマ。こちらはカムパネルラがモデルとなっている。
11. rond et rond
「ぐるぐる」のショートアレンジ版。
12. marumero 〜saphir cero〜
「マルメロ」のショートアレンジ版。キーが1つ上げられている。